# سیارک ۱۰۷۰۷۴
سیارک ۱۰۷۰۷۴ (به انگلیسی: 107074 Ansonsylva، نامگذاری:2001AJ19) صد و هفت هزار و هفتاد و چهارمین سیارک کشف شده‌است که در ۱۴ ژانویه ۲۰۰۱ کشف شد.